# Stylaster bilobatus
Stylaster bilobatus är en nässeldjursart som beskrevs av Sydney John Hickson och J.L. England 1909 . Stylaster bilobatus ingår i släktet Stylaster och familjen Stylasteridae. Inga underarter finns listade i Catalogue of Life.